# Нагибино (Омская область)
Наги́бино — село в Тюкалинском районе Омской области. Административный центр Нагибинского сельского поселения.

## География
Через село Нагибино проходит ежедневное маршрутное сообщение город Омск — село Колосовка (Колосовкий район), также село Нагибино связана маршрутом с городом Тюкалинск. Село Нагибино находится в 20 километрах от федеральной дороги IP 402. Расстояние до города Омска составляет 116 км.
Часовой пояс
Нагибино находится в часовой зоне МСК+3. Смещение применяемого времени относительно UTC составляет +6:00.

## История
Основано в 1669 г. В 1928 году село Нагибинское состояло из 225 хозяйств, основное население — русские. Центр Нагибинского сельсовета Тюкалинского района Омского округа Сибирского края.

## Население
| 1926 | 2010 |
| ---- | ---- |
| 1129 | ↘711 |

## Инфраструктура
В селе действует средняя школа, детский сад, дом культуры, больница сестринского ухода, участок Тюкалинского РЭС, отделение «Почты РОССИИ», филиал ООО «Сбербанк РОССИИ».
Среди сельхоз товаропроизводителей стоит выделить ООО «ЧИСТОЕ» (самое крупное) занимается выращиванием зерновых, скотоводством. Занимается коневодством и разведением экзотических для Сибири верблюдов. Налажено производство кумыса из молока кобылиц и верблюдиц.
ООО «Нива» занимается выращиванием зерновых, лесозаготовкой. ЧП Мазуров С. П. Лесозаготовка и деревообработка, выращивание зерновых и животноводство. АК «Бота Плюс» производство древесного угля. И ещё несколько мелких субъектов предпринимательства.